# Технічне підготовлення виробництва
Техні́чне підгото́влення виробни́цтва (ТПВ) — розроблення технічної (конструкторської, технологічної та програмної) і організаційно-розпорядчої документації на процес виробництва та підготовлення засобів технологічного оснащення, яке забезпечує виробництво продукції визначеного рівня якості при встановлених термінах, обсязі випуску і витратах.

## Основні поняття та визначення
Виробництво нових видів продукції здійснюється в результаті підготовлення її виробництва, що відбувається поза рамками виробничого процесу.
Підготовлення виробництва (продукції) — сукупність заходів, що забезпечують готовність підприємства до освоєння виробництва продукції необхідної якості та у визначеному обсязі випуску і охоплює виконання всього обсягу робіт з проектування, впровадження нових та вдосконалення освоєних конструкцій машин і технологічних процесів.

## Мета, завдання та зміст технічного підготовлення виробництва
Мета технічного підготовлення виробництва — вибір вихідних матеріалів, найкращих прийомів і методів виготовлення продукції; оснащення виробничого процесу необхідними предметами праці.
Основні завдання технічного підготовлення виробництва:
- забезпечення безперервного ведення науково-технічних розробок на підприємстві, які дозволяють збільшити обсяг випуску продукції і зменшити витрати на її виробництво;
- скорочення тривалості виробничого циклу, зниження трудомісткості і собівартості продукції;
- створення передумов для ритмічної і рентабельної роботи підприємства.

Технічне підготовлення виробництва на промисловому підприємстві включає комплекс послідовно пов'язаних наукових, проектно-конструкторських, технологічних, організаційно-економічних та інших заходів, направлених на створення і впровадження у виробництво нових видів виробів, технологічних процесів і вдосконалення раніше освоєних конструкцій та технологій.
Процес підготовки нового виду обладнання, виробу, нових технологічних процесів або вдосконалення старих виробів та існуючих технологій здійснюється в науково-дослідних інститутах, проектно-конструкторських організаціях галузі з наступним продовженням робіт на підприємствах або об'єднаннях за безпосередньої участі заводських органів управління науково-технічним процесом. Тому необхідно розрізняти зовнішньо- та внутрішньозаводське технічне підготовлення виробництва. Зовнішньозаводське включає етапи наукового дослідження нових моделей або перевірки його результатів з розробки або вдосконалення технологічних процесів у лабораторних умовах. У подальшому вся ця документація передається безпосередньо на підприємство. З цього моменту починається внутрішньозаводське технічне підготовлення виробництва, яке включає організацію робіт з випуску нових виробів, покращення наявних конструкцій, з впровадження нових і вдосконалення діючих технологічних процесів.

## Класифікація процесів підготовлення виробництва
Процес підготовлення виробництва за своєю структурою неоднорідний і складається з низки процесів з різним змістом. Класифікувати окремі процеси підготовлення виробництва можна за видами і характером робіт, просторово-часовою і функціональною ознаками, відношенням до об'єкта управління.
За видом робіт (за видом трудової діяльності) процеси підготовки виробництва поділяються на:
- проектно-конструкторське підготовлення виробництва — частина підготовлення виробництва, що передбачає проектування нової продукції та модернізацію виготовлюваної, а також розроблення проектів реконструкції та переобладнання підприємства або окремих його підрозділів[2];
- технологічне підготовлення виробництва — сукупність заходів, яка охоплює проектування технологічних процесів виробництва, вибір та розміщення устаткування, визначення технологічного оснащення, розроблення методів технічного контролю, нормування матеріально-технічних витрат і забезпечує випуск продукції потрібного рівня якості за встановлених термінів та обсягів випуску[2];
- організаційно-економічне підготовлення виробництва — це здійснення робіт щодо забезпечення промислового виробництва кадрами, сировиною, усіма видами енергії; установлення порядку технічного обслуговування виробництва; визначення системи планування, обліку та контролю.

За характером робіт виокремлюють процеси підготовлення виробництва:
- основні (проведення досліджень; інженерних розрахунків; проектування конструкцій, технологічних процесів, форм і методів організації виробництва; економічні розрахунки та обґрунтування);
- експериментальні виробничі (виготовлення і випробування макетів, дослідних зразків і серій машин).

За розташуванням у часі і просторі процеси підготовлення виробництва поділяються на:
- операції — первинна ланка процесу створення нової техніки. Вона виконується на одному робочому місці одним виконавцем і складається з низки послідовних дій;
- роботи — сукупність послідовно виконуваних операцій, що характеризується логічною завершеністю і закінченістю дій щодо виконання визначеної частини процесу;
- стадії — сукупність низки робіт, пов'язаних єдністю змісту і методів виконання, що забезпечує вирішення конкретного завдання підготовлення виробництва;
- фази — комплекс стадій і робіт, що характеризує закінчену частину процесу підготовлення виробництва. Вона пов'язана з переходом об'єкта робіт у новий якісний стан.

## Основні органи технічного підготовлення виробництва
Основними органами ТПВ на підприємстві є відділи головного конструктора, головного технолога, головного металурга, центрально-заводська лабораторія, бюро планування технічної підготовки виробництва. Роботи з економічного обґрунтування освоєння нових і вдосконалення наявних конструкцій машин виконують економічні служби підприємства. Технічна підготовка виробництва здійснюється відповідно до плану розвитку підприємства. При створенні нових типів машин або їх вдосконалення широке застосування знаходять методи прогнозування розвитку науки і техніки. Прогноз різних варіантів технічного розвитку виробництва підприємства є основою для розробки перспективного плану.